# Джанджакомо Фельтрінеллі
Джанджакомо Фельтрінеллі (італ. Giangiacomo Feltrinelli, нар. Мілан, 19 червня 1926 — 14 березня 1972), на прізвисько Освальдо (італ. Osvaldo) — італійський видавець і ліворадикальний активіст. Брав участь в італійському руху Опору в дуже ранньому віці, заснувавши видавництво «Feltrinelli», а в 1970 році — «GAP» (італ. Gruppi d'Azione Partigiana), одну з перших озброєних лівих організацій в роки італійської диктатури. Відомий зокрема поширенням творів російського письменника Б. Пастернака.

## Біографія
Джанджакомо Фелтрінеллі та його сестра Антонелла (1927 р.н.) були ще дітьми, коли помер їхній батько Карло. У своєму заповіті він назвав сина спадкоємцем трьох чвертей свого майна, а коли той досяг повноліття в 1947 році, то отримав повне право розпоряджатися своїм майном.
У 1949 році він заснував Інститут історії робітничого руху (італ. Istituto per la storia del Movimento Operaio), в якому збирав сліди соціалістичної та комуністичної літературної полеміки, а в 1954 році — видавництво Giangiacomo Feltrinelli.
Він був членом Італійської комуністичної партії до 1957 року, коли він не схвалив лінію партії щодо Будапештського повстання .

### Сардинська експедиція
У 1968 році Джанджакомо Фелтрінеллі поїхав на Сардинію, щоб встановити контакт з лівими й націоналістичними колами на острові, згідно з документами, виявленими Комісією Страгі в 1996 році. План Фельтрінеллі полягав у тому, щоб перетворити Сардинію на середземноморську Кубу і розпочати експеримент, подібний до експерименту Че Гевари та Фіделя Кастро . Однією з ідей видавця було згуртувати повстанські загони бандита Граціано Мезіни. Мезіну вдалося переконати не брати участі в ініціативі Фельтрінеллі завдяки втручанню SID в особі офіцера служби Массімо Пульєзе, який зумів зірвати цю ініціативу.

### Підпільність і смерть
Він пішов у підпілля в 1969 році, і його третя дружина, Інге Шенталь, зайняла його місце на чолі видавництва. Загинув у 1972 році при спробі підірвати електроопори поблизу Мілана. Його син, Карло Фельтрінеллі, успадкував видавництво і в 1999 році написав біографію батька під назвою «Вища служба» (італ. Senior Service) (його улюблена марка сигар); вона також містить посилання на історію всієї родини Фельтрінеллі.